# Upplands runinskrifter 250
Upplands runinskrifter 250 är ett vikingatida runstensfragment av röd gävle-mälarsandsten som påträffades i Rickeby, Vallentuna socken och Vallentuna kommun. Fragmentets storlek är 0,22 gånger 0,20 meter. Fragmentet hittades i början av 1900-talet, men försvann för att sedan återfinnas 1962. Det förvaras nu i Vallentuna bibliotek.

## Inskriften
Translitterering av runraden:
...-lr- ...